# Prix Jacques-Chabannes
Le prix Jacques-Chabannes est un prix littéraire créé en 2001 à l’initiative de l’Association des écrivains combattants. Il est remis chaque année à l’occasion de l'assemblée générale de l’association. Le prix Jacques-Chabannes est « destiné à récompenser un ouvrage traitant de l’actualité. » 

## Liste des lauréats
- 2002 - Georges Neyrac, les larmes du Kosovo, éditions du Cerf, préface du général Morillon
- 2003 - Pierre Montagnon
- 2004 - Jacques Heers, Les négriers en terre d'Islam, Perrin
- 2005 - Claire Lejeune, La petite espérance, 24 août 1944, Éd. Marie Clairin
- 2006 - Aurélie Luneau, Radio Londres, Perrin
- 2008 - David Galula, Contre-insurrection, Economica
- 2009 - Thierry Joie et Michel Bernard, Carnet de route de Robert Porchon, La Table-Ronde
- 2010 - Pierre Servent, Les guerres modernes racontées aux civils... et aux militaires, Buchet-Chastel
- 2011 - Jean-Paul Autant, La Bataille de Stonne. Mai 1940. Un choc frontal durant la Campagne de France, France-Europe Éditions
- 2012 - Michèle Cointet, Une nouvelle histoire de Vichy, Fayard
- 2013 - Antoine Compagnon, La Classe de Rhéto, Gallimard
- 2014 - Lucien Le Boudec, Élevé à la dignité... Mémoires 1923-1954, Lavauzelle
- 2015 - Philippe Valode, Le Ve République, L'Archipel
- 2016 - Alexis Guégan, L'Officier de fantaisie, Nuvis
- 2017 - Gérard de Cortanze, Les Zazous, Albin-Michel